# Клод Барзоти
Клод Барзотѝ (на френски: Claude Barzotti) е белгийски поп певец от италиански произход.
Той е роден на 23 юли 1953 година в Шатлино, днес част от град Шатле, в семейство на италиански имигранти и прекарва част от детството си в Италия. Започва музикалната си кариера през 1981 година, когато песните му „Madame“ и „Le Rital“ имат голям успех във Франция, където остава много популярен през 80-те години.